# Phyllanthus montis-fontium
Phyllanthus montis-fontium är en emblikaväxtart som beskrevs av Maurice Schmid. Phyllanthus montis-fontium ingår i släktet Phyllanthus och familjen emblikaväxter. Inga underarter finns listade i Catalogue of Life.